# エシュヌンナ法典
エシュヌンナ法典は、古代メソポタミアのエシュヌンナ王国で制定された法典である。

## 歴史
イラクの考古学者によってシャドゥブム市の遺跡（現:テル・アブ・ハルマル）から発見された。現存するウル・ナンム法典、リピト・イシュタル法典に次ぐ、3番目に古い法典である。

## 構成
全61条からなり、アッカド語で記述されている。最後の2条は欠損が激しく判読不能となっている。
最初にエシュヌンナの都市神ティシュパクに王が王権を授けられたことを感謝する文章から始まる。内容は多岐に渡るが、生活資材や牛車、渡し舟の借り賃などの公定価格が定められているのが特色である。この公定価格は実際の物価より低く設定されていたと考えられている。他に金利、犬や牛が人を殺した際の所有者の責任、婚姻、暴行、姦通、船の沈没の際の船頭の責任が言及されている。
同時代に制定された他の法典と同じく、自由人と奴隷は厳密に区別されており奴隷が傷つけられた場合の賠償額は概ね自由人の場合の3分の1であった。

## 法典の中で王が示す価格
- 大麦： 1クル
- 最上油： 3カ
- ゴマ油： 1スト2カ
- 豚油： 1スト5カ
- 川油[要検証 – ノート]： 4スト
- 羊毛： 6マナ
- 塩： 2クル
- カリウム： 1クル
- 銅： 3マナ
- 精銅： 2マナ